# Kiss Ernő (politikus, 1920–1987)
Kiss Ernő (Olaszka, 1920. március 9. – Budapest, 1987. április 17.) miniszterhelyettes, vállalati vezető.

## Életrajza
Felsőfokú tanulmányait a budapesti műegyetemen végezte. 1943-ban gépészmérnöki, 1959-ben pedig gazdasági mérnöki diplomát szerzett. 1943-tól volt a Weiss Manfréd Acél- és Fémművek Rt. munkatársa, majd annak jogutódjánál, a Csepel Vas- és Fémműveknél dolgozott. 1951-től a munkaügyi osztály vezetőjévé nevezték ki a Középgépipari Minisztériumban, 1957-től főosztályvezető volt a Mechanikai Laboratóriumban, 1960-tól pedig mint főmérnök dolgozott a Danubia Központi Szerszám- és Készülékgyárban. 1962-től vezette a Kohó- és Gépipari Minisztérium Iparpolitikai főosztályát, 1963-tól a közgazdasági és ellenőrzési főosztályt. 1970 és 1975 között miniszterhelyettesi pozícióban dolgozott, 1975-től 1980-as nyugdíjazásáig volt az Elektromodul Magyar Elektrotechnikai Alkatrészkereskedelmi Vállalat vezérigazgatója.